# Tell the Truth and Run: George Seldes and the American Press
Tell the Truth and Run: George Seldes and the American Press è un documentario del 1996 diretto da Rick Goldsmith candidato al premio Oscar al miglior documentario.